# Golgo 13
Golgo 13 (ゴルゴ13 Gorugo Sātīn?) es un manga japonés escrito e ilustrado por Takao Saito. Es publicado en la revista Big Comic de la editorial Shōgakukan desde octubre de 1968. En 1975, el manga ganó el Premio Shōgakukan en la categoría de Mejor manga. La serie sigue la vida del protagonista homónimo, un asesino profesional.
Golgo 13 tiene fama de ser el manga más longevo, cuya publicación se ha extendido por más de cincuenta años. La serie también ha vendido más de 300 millones de copias en varios formatos, incluyendo compilaciones, convirtiéndose así en el segundo manga más vendido de la historia. Ha sido adaptado a dos largometrajes de acción real, una película de anime, un OVA, una serie de anime y seis videojuegos.
En España fue distribuida la película en VHS por Manga Films y transmitido en El 33 para la región catalana. También llegó a publicarse el manga especial de Los mejores 13 episodios de Golgo 13: La elección de los lectores. En México, la película fue distribuida en DVD por Zima enterteinment.

## Argumento
Golgo 13 ha sido conocido como la contraparte japonesa de James Bond, pero con un carácter más oscuro, actitudes mucho más directas con el sexo y una total falta de moral. Golgo 13 es descrito como un hombre misterioso de desconocido origen, posiblemente parte japonés, quien acepta trabajos de cualquier empleador (se ha dicho que trabajó para la CIA y el KGB) mientras se le pague el precio correcto (generalmente, un millón de dólares) y siempre cumplirá sus contratos, aun si se le encargan dos o más contratos opuestos al mismo tiempo. Es un increíble tirador, con casi 100% de promedio (sólo falló dos disparos). Generalmente utiliza un fusil M16 personalizado y con mira telescópica para sus asesinatos. También es un fumador empedernido.
A pesar de su carácter amoral, parece que Golgo acepta asesinatos que siguen su ética personal, teniendo en cuenta que él suele aparecer como el bueno de la historia. Sus blancos son típicos criminales o gente que (al menos parcialmente) "merecen" morir. No hay historias que involucren gente inocente siendo asesinada. Mayormente en los últimos volúmenes, Golgo suele aparecer en un panel o dos de historias de 150 páginas.
El origen de Golgo 13 es un completo misterio, su edad y lugar de nacimiento son desconocidos. Varios episodios han tratado de responder este misterio, pero la serie termina con una nota de incertidumbre que no tiene sentido si la historia fuera verdadera. Algunas teorías dicen que Golgo 13 es: japonés, japonés-estadounidense, chino, chino-estadounidense, japonés-ruso u otra ascendencia asiática mixta. Algunas teorías sugieren que puede tener descendientes en Manchuria, pero es poco probable.

## Media

### Anime
El 11 de abril de 2008, una serie de anime dirigida por Shunji Ôga fue estrenada por la cadena televisiva TV Tokyo. La misma constó de 50 episodios. El seiyū de Duke Togo es el actor de televisión japonés Hiroshi Tachi. Esta adaptación fue producida por The Answer Studio. Su director, Shunji Oga, también hizo algunos trabajos de storyboard basados en la franquicia Golgo 13. La serie se estrenó para Latinoamérica el 24 de mayo de 2011 por el canal Cityvibe.
Al principio y a diferencia del manga, los capítulos de la serie no parecen tener conexión alguna entre sí, pero en algún momento van formando un argumento central.

## Ediciones

### Edición española
En enero de 2007, la editorial Glénat publicó Las 13 Mejores Historias de Golgo 13, dos volúmenes de 1340 páginas en formato 15x21 cm. Estos volúmenes corresponden a una edición especial japonesa que recopila las mejores trece historias, elegidas por los lectores de la revista Big Comic.

### Edición inglesa
Algunas historias de Golgo 13 fueron traducidas al inglés y comercializadas en los Estados Unidos. En 1986, en colaboración con el traductor Patrick Conolly, Lead Publishing Co. Ltd. (compañía del hermano de Takao Saito) lanzó cuatro tomos, cada uno con dos historias completas, llamadas Golgo 13 Graphic Novel Series ("La Novela Gráfica Golgo 13"):
- Número 1: En la Guarida del Lobo (Into the Wolves' Lair, agosto de 1986)

En la Guarida del Lobo: En 1982, el gobierno Israelí contrata a Golgo 13 para rescatar al agente Mossad y eliminar Neonazis operando en Argentina bajo el liderazgo de Martin Bormann.
Contratacando (Fighting Back): En 1980, comandos soviéticos persiguen a Golgo 13 luego del asesinato de un general soviético en Afganistán.
- Número 2: Galinpero (octubre de 1986)

Galinpero: En 1980, un campesino contrata a Golgo 13 para que mate a los Galinperos, un grupo de criminales que se esconden en las selvas del Amazonas
The One-Ten Angle: En 1983, la familia real de Arabia Saudita contrata a Golgo 13 para encontrar y ejecutar al asesino de un miembro de la familia en Nueva York
- Número 3: El Golpe del Lago Helado (Ice Lake Hit, diciembre de 1986)

El Golpe del Lago Helado: La CIA envía a Golgo 13 a Canadá para asesinar a un doble agente de la CIA, mientras que la inteligencia de la URSS intenta detenerlo.
Cowboy Mecánico (Machine Cowboy): Un criador de caballos contrata a Golgo 13 para cazar ladrones de caballos en Texas.
- Número 4: La conexión Marfil (The Ivory Connection, febrero de 1987)

La conexión Marfil: El World Wildlife Fund contrata a Golgo 13 para matar a cazadores furtivos de marfil en África y se enfrenta con el FNLA. 
¡Escándalo! La recompensa impaga (Scandal! The Unpaid Reward): El líder de un partido político de la Alemania Occidental contrata a Golgo 13 para asesinar a su rival político, buscando asegurar su oferta para un contrato de defensa con la Alemania Occidental.
En 1989 y 1990, Lead Publishing regresó con dos nuevos tomos de Golgo 13, esta vez en asociación con Vic Tokai como parte de la promoción de los videojuegos de Golgo 13 producidos por ellos para la NES. Los cómics fueron comercializados por correo sólo en Estados Unidos.
- Número 1: El Golpe Imposible (The Impossible Hit, 1971)

Golgo 13 mata a un financiero de la mafia en Manhattan pero es pronto acosado por detectives cuando la única bala usada es encontrada.
- Número 2: Hopper The Border (1971)

Las autoridades suizas contratan a Golgo 13 para matar a un criminal reconocido por estafas.
- Número 3: El Tigre Argentino (The Argentine Tiger, 1982)

En 1982, en pleno apogeo de la Guerra de Malvinas, el gobierno del Reino Unido contrata a Golgo 13 para asesinar al reconocido expresidente de Argentina, Juan Domingo Perón, quien se suponía muerto pero está vivo en Buenos Aires.
En 1991, Lead Publishing regresó una vez más con otra serie de Golgo 13, ahora serializado por VIZ Media, antes VIZ Comics, bajo el título El Profesional: Golgo 13 (The Professional: Golgo 13). Esta serie se mantuvo por tres volúmenes.

### Las publicaciones de VIZ Media
En enero de 2006, Golgo 13 fue traído de vuelta por VIZ Media en su VIZ Signature collection. Estos volúmenes de Golgo 13 no siguen su línea cronológica de aparición.
El primer volumen se llama Golgo 13: Supergun
- Historia #364, El arma en Am Shara (The Gun at Am Shara, mayo de 1997)

En 1997, el gobierno de Estados Unidos contrata a Golgo 13 para que detenga a Saddam Hussein de reactivar el Proyecto Babylon, una superarma capaz de destruir un misil a distancias extremas.
- Historia #144, Golpea y Corre (Hit And Run, abril de 1979)

Un investigador privado en San Francisco planea la venganza contra un jefe del crimen responsable por el accidente de su prometida haciédole creer que contrató a Golgo 13 para asesinarlo.
En abril de 2006, VIZ Media lanzó el segundo volumen, titulado Golgo 13: Hydra.
- Historia #290, Las muertes del 3 de junio (The Deaths of June 3rd, octubre de 1990)

En 1989, Golgo 13 se dirige a la Plaza Tianamen en el medio de una masiva protesta estudiantil para asesinar a un activista del Tíbet.
- Historia #88, Hydra (octubre de 1974)

Una vez más para la CIA, Golgo 13 debe infiltrarse en un operativo de drogas de la mafia en Marsella y matar a su científico químico, conocido como el Doctor Z. Esta historia se usó como base para el primer film anime.
En junio de 2006, se lanzó el tercer volumen, titulado Golgo 13, Poder al Pueblo (Golgo 13: Power To The People).
- Historia #333, Amandala Awethu: Poder al Pueblo (Amandala Awethu: Power To the People, julio de 1994)

Después de la caída del apartheid, el recientemente electo presidente Nelson Mandela contrata a Golgo 13 para que detenga una conspiración terrorista cuyo objetivo es llevar a la población a la guerra civil.
- Historia Especial #39, Una fuerte corriente de Sur (A Fierce Southern Current, abril de 1994)

Una isla al sur de China es disputada por varios países luego del descubrimiento de petróleo y una compañía internacional decide utilizar el nombre de Golgo 13 como influencia, todo sin el conocimiento de Golgo 13.
En agosto de 2006, el cuarto volumen, titulado Golgo 13: El Golpe Orbital
- Historia #137, El Golpe Orbital (The Orbital Hit, septiembre de 1978):

Cuando una nave espacial secreta de los Estados Unidos transportando un artefacto nuclear es dañado en órbita y su tripulación muere, Golgo es reclutado por el presidente Gerald Ford para prevenir que la nave interfiera con el encuentro de las cápsulas Apollo-Soyuz.
- Historia #369, Rosa Inglesa (English Rose, noviembre de 1997):

Golgo 13 es reclutado para asesinar a Ahmad Al-Farid (Un personaje basado en Dodi Al-Fayed) mientras que está lejos de Inglaterra con la Princesa Diana. Le es encomendado explícitamente que se asegure que Diana regrese a Inglaterra segura, pero surgen complicaciones cuando otro asesino es contratado para matarla.

## Contenido de la obra
El manga Golgo 13 es uno de los más extensos en Japón y ha sido adaptado en dos películas en imagen real (Golgo 13 y Golgo 13: Misión Kowloon), cinco videojuegos incluyendo Golgo 13: Top Secret Episode y su secuela en la NES, The Mafat Conspiracy: Golgo 13 II, "Golgo 13" para la SG-1000 de Sega, "Golgo 13 - File G13 Wo Oe" para Nintendo DS y un juego arcade que aunque fue lanzado sólo en Japón, se ha extendido hasta países como Australia. 
Dos películas anime fueron dirigidas por Osamu Dezaki, Golgo 13: El profesional y Golgo 13: Queen Bee. Golgo 13: El profesional fueron en su tiempo licencia de Orion y Streamline Pictures, pero ambas películas están actualmente licenciadas por Urban Vision. La versión en inglés de Queen Bee tiene a John DiMaggio como la voz de Golgo 13.